# TryBishop
TryBishop o TRYBISHOP es el seudónimo de Jeremy Hicks, nacido en Saint Paul, Minesota, Estados Unidos. TryBishop es un artista y productor de hip-hop de Minesota. Ha trabajado con muchos artistas prominentes, entre ellos T-Pain, Jeezy, Dolla, 1500 or Nothin', Da Internz, y Curtis Williams.
TryBishop ha aparecido en la canción "Thing Now" con T-Pain, además de otras canciones con los reconocidos artistas Dolla y Jeezy.

## Biografía
Jeremy Hicks, conocido como TryBishop, nació en Saint Paul, Minesota. Su interés por la música empezó a los 6 años de edad. Con el paso de los años su interés fue creciendo y empezó a producir su propia música, trabajando también con artistas destacados de hip-hop y R&B alrededor de los Estados Unidos.

## Carrera
A lo largo de los años, TryBishop ha ido produciendo varias canciones y ha participado conjuntamente con muchos artistas.

### Producciones
TryBishop produjo la canción “Movin' It” para Tech N9ne, Beatnick, Wrekonize, y K-Salaam. También es el productor del álbum “It’s Complicated” by Da' T.R.U.T.H.
Entre sus producciones se encuentra así mismo una canción para Big K.R.I.T.

### Apariciones
TryBishop ha aparecido en varias canciones, entre ellas una de Christopher Dotson, y en la canción "Thing Now" con T-Pain, además de otras canciones con los reconocidos artistas Dolla y Jeezy.
En 2014 apareció en la canción “The Birds,” de Auburn.
En 2015 apareció en un álbum de Curtis Williams y en un EP colaborativo que incluyó a 1500 or Nothin', Childish Major, Da Internz, y Prem Midha.
Más recientemente, en 2019, TryBishop ha aparecido en el álbum Vernia con Erick Sermon.